# JPX-Nikkei 400 Index
Der JPX-Nikkei Index 400 setzt sich aus 400 japanischen Unternehmen mit hoher Attraktivität für Investoren zusammen, die Anforderungen globaler Investmentstandards wie effiziente Kapitalnutzung und anlegerorientierte Managementperspektiven erfüllen. Der Index wurde gemeinsam von Nikkei, der Japan Exchange Group und der Tokyo Stock Exchange entwickelt.

## Methodik

### Berechnungsmethode
Der Index wird auf der Grundlage der um FFW (Free Float Weight) angepassten Marktkapitalisierung berechnet, und indem der aktuelle gesamte Free Float-bereinigte Marktwert durch den „Basismarktwert“ dividiert wird. Falls das Obergrenzenmaximum der Komponenten bei der jährlichen Überprüfung 1,5 % überschreitet, wird die jeweilige Gewichtung des Gesamtmarktwerts des Index Ende Juni, dem Auswahlbasisdatum der jährlichen Überprüfung, innerhalb von 1,5 % angepasst.

### Berechnungshäufigkeit
Echtzeit (jede 1 Sekunde)

### Beginndatum
6. Januar 2014

### Gründungsdatum
31. August 2006

### Berechnungsbasisdatum
30. August 2013＝ 10.000

## Zusammensetzung
| Unternehmen (engl. Übersetzung)       | Code |
| ------------------------------------- | ---- |
| Sony Corp                             | 6758 |
| Mitsubishi UFJ Financial Group, Inc.  | 8306 |
| Toyota Motor Corp                     | 7203 |
| Recruit Holdings Co., Ltd.            | 6098 |
| Takeda Pharmaceutical Co., Ltd.       | 4502 |
| Keyence Corp.                         | 6861 |
| Nippon Telegraph And Telephone Corp.  | 9432 |
| Nintendo Co., Ltd.                    | 7974 |
| Sumitomo Mitsui Financial Group, Inc. | 8316 |
| Honda Motor Co., Ltd.                 | 7267 |